# RTVE Instituto
RTVE Instituto es un centro de formación especializada en la industria audiovisual creado en 1975. El Instituto depende de la Corporación Radio y Televisión Española, el mayor grupo audiovisual público de radio y televisión en España.  Además de actuar como centro de formación interna realiza formación externa de cuatro Ciclos formativos de Grado Superior: Realización, Producción, Sonido y Animación. Además, imparte cursos monográficos de Especialización, cursos para empresas y másteres, en colaboración con prestigiosas universidades. Desde octubre de 2023 está dirigido por Sara Martín Olmo.

## Antecedentes
Con el nacimiento de Televisión Española, surgió la necesidad de formar tanto al personal técnico como de producción y realización en tecnología audiovisual. Los primeros profesionales se incorporaron desde el mundo del cine y de la radio.  Los propios trabajadores de RTVE eran profesores y alumnos y compartían sus experiencias cotidianas. Esta iniciativa se formalizó con cursos que empezaron a impartirse en 1964 dando origen al Servicio de Formación de RTVE que comenzó con cursos abreviados de realización, conferencias sobre técnicas de guion y gestión administrativa y seminarios sobre materias relacionadas con la televisión.

## Historia

### Escuela Oficial de Radiodifusión y Televisión (1967 - 1975)
El 16 de febrero de 1967 se crea la Escuela Oficial de Radiodifusión y Televisión y se inaugura el edificio donde se instala oficialmente el 12 de noviembre de 1967. Los primeros alumnos llegaron en marzo de 1968. El decreto fundacional señala que "tiene la misión de impartir las enseñanzas necesarias para la capacitación profesional, así como impulsar el progreso técnico, artístico, cultural y educativo de la radiodifusión y televisión".

### Instituto Oficial de Radiodifusión y Televisión (1975 - 2007)
Tras la creación de los primeros estudios universitarios de Periodismo en España entre 1971 y 1972 (Universidad Complutense de Madrid, Universidad Autónoma de Barcelona y Universidad de Navarra), el 12 de septiembre de 1975 nace el Instituto Oficial de Radiodifusión y Televisión que sustituye a la Escuela Oficial de Radiodifusión y Televisión.
El Instituto queda integrado en el servicio público centralizado Radiotelevisión Española y entre sus misiones está la especialización y actualización de titulados universitarios en materias propias de la Radio y la Televisión, la organización de cursos de formación profesional, la preparación y selección del personal que integre o vaya a integrar los cuadros de explotación de Radiotelevisión Española, la organización y desarrollo de enseñanzas de formación profesional, organización de cursos de acuerdo con Centros y Entidades públicas y privadas, nacionales y extranjeras, organización de simposios, seminarios, congresos, conferencias o la edición y difusión de publicaciones.
A partir del año 2000, además de la actividad de la formación continua de los trabajadores y trabajadoras de RTVE, se da un nuevo impulso a la actividad investigadora, la realización de másteres y cursos de alta especialización en colaboración con distintas Facultades de Ciencias de la Información.

### Instituto RTVE (2007 - 2023)

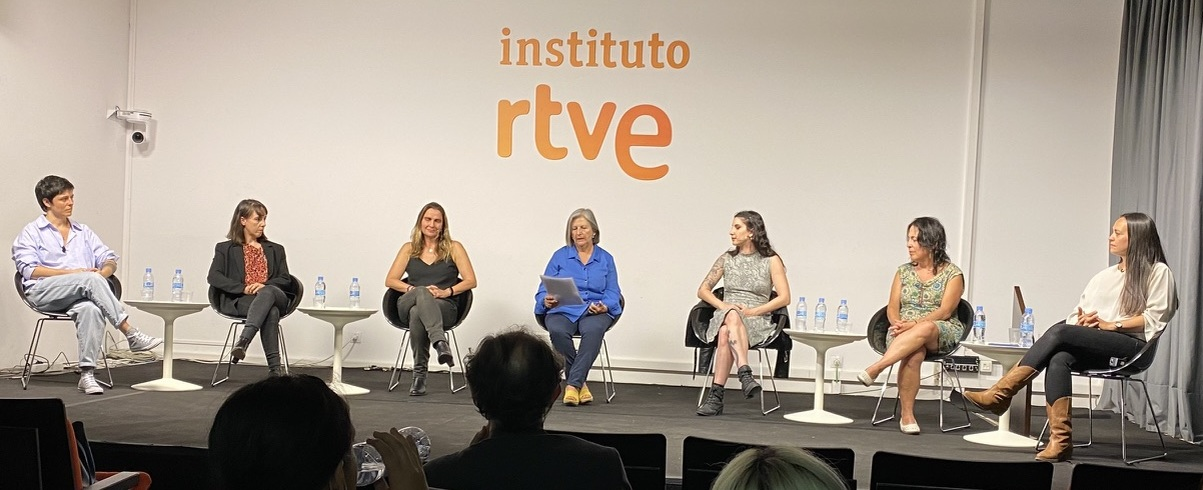
Debate sobre los retos de las mujeres en el sector del audio.

En 2007, el Consejo de Administración de RTVE aprueba el cambio de denominación, suprimiendo la palabra "oficial" y denominándolo Instituto RTVE y se produce una profunda remodelación del centro siendo pionero en formación con equipos digitales de alta definición.
En 2021 con la llegada a la presidencia de RTVE de José Manuel Pérez Tornero, el Instituto RTVE pasa a depender directamente de la Dirección del Gabinete de la Presidencia de la Corporación RTVE.  En marzo de 2022, el Instituto RTVE asume la gestión del "Proyecto Haz" para desarrollar una plataforma de formación en capacidades digitales destinada a más de 40.000 personas.

### RTVE Instituto (2023 - )
El 30 de mayo de 2023, el Instituto RTVE hace público su cambio de imagen y denominación por RTVE Instituto, cambios que están hechos con el propósito de adaptarse al medio digital.

## Proyecto Haz
Proyecto Haz es un proyecto gestionado por RTVE Instituto, financiado con los fondos de recuperación europeos, enmarcado en el Componente 19 del Plan de Recuperación, Transformación y Resiliencia. La subvención de 76.879.830 euros en dos años fue aprobada por el Consejo de Ministros en marzo de 2022.
El proyecto establece la creación de una plataforma de aprendizaje híbrida combinando contenidos audiovisuales en internet con aprendizaje acompañado, tutorizado y presencial. La formación se ofrecerá en todas las lenguas cooficiales de España. Operará en el ámbito nacional a través de la red de Centros Territoriales de RTVE con colaboraciones con otros agentes del sector audiovisual, como las radiotelevisiones autonómicas de FORTA, asociaciones y televisiones autonómicas y locales y universidades españolas y latinoamericanas con másteres especializados. También está previsto que cuente con la colaboración de instituciones del mundo del cine, animación y videojuego de toda España.
La previsión es de que más de 40.000 personas puedan recibir formación de un mínimo de 15 créditos ECTS, equivalentes a 375 horas lectivas. Las acciones formativas se distribuirán entre seis programas de máster; tres líneas de formación profesional y 70 cursos que forman catorce itinerarios. También se han previsto 50 formaciones cortas de 1 crédito ECTS y 50 cursos de autoformación, especialmente dirigidos a personas que han quedado fuera del mercado audiovisual por el impacto de la pandemia o desactualización de conocimientos.

## Dirección
| Dirección                                                            | Inicio                                                               | Final                                                                |
| Escuela Oficial de Radiodifusión y Televisión (16/9/1967-16/10/1975) | Escuela Oficial de Radiodifusión y Televisión (16/9/1967-16/10/1975) | Escuela Oficial de Radiodifusión y Televisión (16/9/1967-16/10/1975) |
| -------------------------------------------------------------------- | -------------------------------------------------------------------- | -------------------------------------------------------------------- |
| Manuel Aznar Acedo                                                   | 23 de octubre de 1967                                                | 2 de julio de 1971                                                   |
| Francisco Sanabria Martín                                            | 2 de julio de 1971                                                   | 16 de octubre de 1975                                                |
| Instituto Oficial de Radiodifusión y Televisión (16/10/1975-2007)    |                                                                      |                                                                      |
| Victoriano Fernández de Asís                                         | 16 de octubre de 1975                                                | Enero de 1981                                                        |
| Carlos Gortari Drets                                                 | Enero de 1981                                                        | 12 de enero de 1982                                                  |
| José Jiménez Blanco                                                  | 12 de enero de 1982                                                  | Diciembre de 1982                                                    |
| Tomas Bethencourt Machado                                            | Diciembre de 1982                                                    | 1995                                                                 |
| Alfredo Villanueva                                                   | 1996                                                                 | 1998                                                                 |
| Jaime Nicolás Muñiz                                                  | 1998                                                                 | 2000                                                                 |
| Miguel Ángel Ortiz Sobrino                                           | 2000                                                                 | 2007                                                                 |
| Instituto RTVE (2007-30/5/2023)                                      |                                                                      |                                                                      |
| Miguel Ángel Ortiz Sobrino                                           | 2007                                                                 | 2008                                                                 |
| Eduardo Araujo Ponciano                                              | 2008                                                                 | 2009                                                                 |
| Yolanda Marugán Calvo                                                | 2009                                                                 | 2012                                                                 |
| Jesús Verdugo Nieto                                                  | 2012                                                                 | 2017                                                                 |
| Jara Abella Mairal                                                   | 2017                                                                 | 2021                                                                 |
| Carles González Gálvez                                               | 2021                                                                 | 2023                                                                 |
| RTVE Instituto (30/5/2023-presente)                                  |                                                                      |                                                                      |
| Sara Martín Olmo                                                     | 2023                                                                 | Actual                                                               |

## Profesionales formados
Entre los profesionales del mundo audiovisual que se han formado en RTVE Instituto figuran Letizia Ortiz, Eduardo García Matilla, Sergio Gregori, José Miguel Contreras, Javier Couso, Tomas Fernando Flores, Ana Sterling, Adrián Arnau, Javier Gallego, Diego Losada, etc.

## Publicaciones
- Traducción de la Guía de Igualdad de la Corporación RTVE a las lenguas cooficiales, inglés y francés (2022).
- Televisión, realizalización y lenguaje audiovisual. José María Castillo. 4 Edición: 2022  ISBN 978-84-948-361-1-4.

- Guía de igualdad RTVE. Observatorio de Igualdad entre mujeres y hombres de RTVE. 2021.
- Manual de periodismo digital avanzado. David Varona y Paula Herrero. 2021 · ISBN 978-84-948361-0-7.
- Mojo, Manual de periodismo móvil. José Manuel Pérez Tornero, Miguel Ángel Martin Pascual, Núria Fernández-García. 2017 · ISBN 978-84-88788-98-6.
- Creación de personajes para series. Francisco Javier Rodríguez de Fonseca y Raúl Serrano Jiménez. 2017 · ISBN 978-84-88788-97-9.
- El periodista de radio. ¿Y quién está al otro lado?. Guillermo Orduna. 2011 · ISBN 978-84-88788-92-4.
- El guion para series de Televisión. Manuel Ríos San Martín.
- Cómo se hace un documental. Nel Escudero. 2011. ISBN: 978-84-88788-82-5
- Contenidos y formatos de calidad en la nueva Televisión. Miguel Francés i Domenech. 2011 · ISBN 978-84-88788-81-8.
- Iluminación de Localizaciones para Televisión. Allan Berminghan. 2010 · ISBN: 978-84-88788-77-1.
- Ficción radiofónica. Emma Rodero y Xosé Soengas. 2010 · ISBN: 978-84-88788-78-8.
- Manual de información en género. Pilar López Díez. Editora y asesora de contenidos. 2004. ISBN: 978-8488788559.